# Rymosia caucasica
Rymosia caucasica är en tvåvingeart som beskrevs av Eberhard Plassmann 1976. Rymosia caucasica ingår i släktet Rymosia och familjen svampmyggor. Inga underarter finns listade i Catalogue of Life.